# روبرت ساندرسون ماكورميك
روبرت ساندرسون ماكورميك (بالإنجليزية: Robert Sanderson McCormick)‏ هو دبلوماسي أمريكي، ولد في 26 يوليو 1849 في مقاطعة روكبريج في الولايات المتحدة، وتوفي في 1919 في هينديل في الولايات المتحدة.